# تالیسا
تالیسا (به انگلیسی: Tulisa) با نام کامل تالیسا پائولینئا کونتوستاولوس (به انگلیسی: Tula Paulinea Contostavlos) (زاده ۱۳ ژوئیه ۱۹۸۸) خواننده، ترانه‌سرا، بازیگر انگلیسی است.